# Guettarda angelica
Guettarda angelica är en måreväxtart som beskrevs av Carl Friedrich Philipp von Martius och Johannes Müller Argoviensis. Guettarda angelica ingår i släktet Guettarda och familjen måreväxter. Inga underarter finns listade i Catalogue of Life.